# أرمن متخفون
الأرمن المتخفون (بالتركيَّة: Gizli Ermeniler؛ بالأرمنيَّة: ծպտեալ հայեր) هو مصطلح شامل لوصف الشعب التركي من أصول أرمنية كاملة أو جزئية، والذين يقومون عموماً بإخفاء هويتهم الأرمنية. وهم في الغالب من نسل الأرمن العثمانيين والذين، على الأقل ظاهريًا، تم أسلمتهم (وتتريكهم أو تكريدهم) «تحت تهديد الإبادة الجسدية» أثناء الإبادة الجماعية للأرمن.
يصف الصحفي التركي إرهان باسيورت، الأرمن المتخفيين بأنهم «عائلات (وفي بعض الحالات، قرى أو أحياء بأكملها) [...] اعتنقوا الإسلام هرباً من عمليات الترحيل والموت في عام [1915]، لكنهم استمروا في حياتهم الخفية مثل الأرمن، وتزواجوا فيما بينهم، وفي بعض الحالات، قاموا بالرجوع سراً إلى المسيحية». وفقًا لتقرير المفوضية الأوروبية لعام 2012 عن تركيا، «بدأ عدد من الأرمن المتخفين في استخدام أسمائهم الأصلية والرجوع إلى دينهم». تقترح مجلة ذي إيكونوميست أنَّ عدد الأتراك الذين يكشفون عن خلفيتهم الأرمنية في تزايد (ممن أجبروا على تغيير هويتهم).

## تاريخ

### خلفية
الأرمن هم من شعوب القوقاز وشرق الأناضول الأصليَّة. أصبحت الأجزاء الغربية من ما يسمى أحياناً المرتفعات الأرمنية أو «أرمينيا التاريخية» تحت سيطرة الدولة العثمانية في القرن السادس عشر عقب معاهدة أماسيا. وظلَّ الأرمن يشكلون الأغلبية الساحقة من سكان المنطقة حتى القرن السابع عشر، ومع ذلك، انخفض عددهم بشكل تدريجي، وبحلول أوائل القرن العشرين شكلوا ما يصل إلى 38% من سكان أرمينيا الغربية، والتي صممت في ذلك الوقت باسم الولايات الستة. وشكل الأتراك والأكراد جزءاً كبيراً من السكان.

### الإبادة الجماعية للأرمن

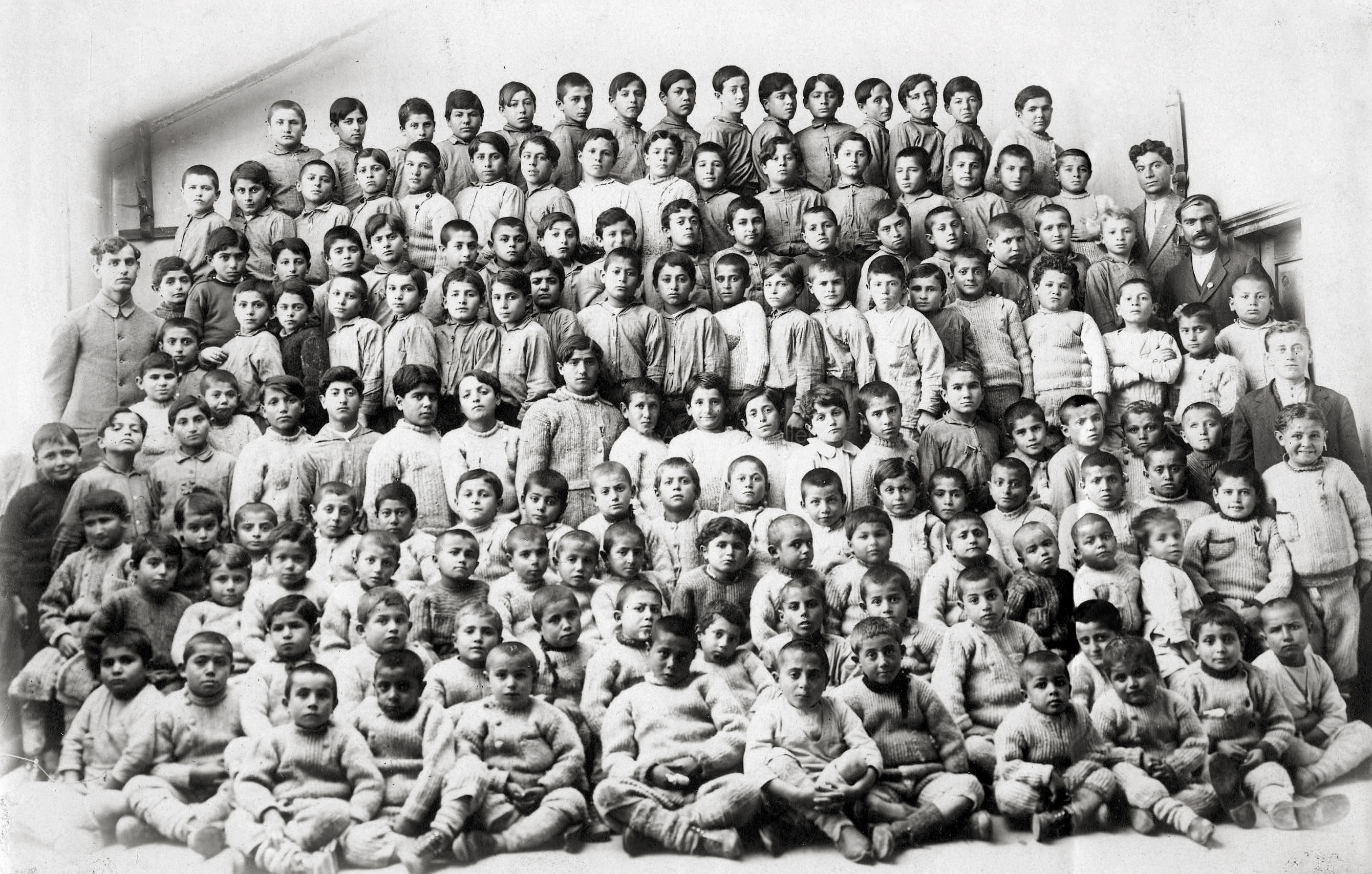
أيتام من الأرمن في كلية الأناضول في ميرزيفون.

في عام 1915 والسنوات التالية، تم إبادة الأرمن الذين يعيشون في أراضي أجدادهم في الدولة العثمانية بشكل منهجي من قبل حكومة تركيا الفتاة خلال الإبادة الجماعية للأرمن. لم يكن لدى «جمعية الاتحاد والترقي» الذين ارتكبوا الإبادة الجماعية نفس الفهم للعرق عند النازيين، وكان بإمكان «تغيير الجنسية» عن طريق التحول الديني إلى الإسلام. وبالمثل، كان يُمكن إعفاء والأرمن الكاثوليك والبروتستانت من الترحيل. ويشرح الباحث دانيال جونا غولدهاجن أن الجناة يختلفون في كيفية معاملتهم لمجموعات الأطفال المستهدفة: «في بعض الحالات، وبسبب النظرية الإجتماعية للجناة، كانوا يُعامِلون الأطفال من المجموعات المستهدفة بسبب العرق أو الجنسية بشكل مختلف جذريًا عن والديهم. وصور الأتراك أعداءهم الأرمن ليس كجماعات متماسكين بالكامل، وهو تكتل غير مستقر للكراهية القومية أو العرقية أو الدينية، ومع ذلك كان لديهم وجهة نظر غير عنصرية بالتأكية». ويوضح أن الأتراك تبنوا سياسة رسمية تتمثل في «ترك الفتيات والأطفال ليتم أسلمتهم». على الرغم من أن العديد من الأطفال قد قُتلوا، تم إنقاذ بعضهم وسُمح لهم بالعيش كأتراك. كتب المؤرخ نورمان نايمارك عن الإبادة الجماعية:
"تم تربية الآلاف من الأطفال الأرمن كمسلمين وأتراك، في حين تم تحويل النساء والفتيات إلى الإسلام بشكل روتيني، واقتيدوا إلى الحريم، وتم تزويجهم من أزواج من الأتراك والأكراد والشركس. في الفترة 1918-1922، بعض هؤلاء النساء والأطفال الأرمن، وبتشجيع من القوى الغربية والمسؤولين العثمانيين المناهضين لجمعية الاتحاد والترقي، أعادوا الإتصال مع عائلاتهم ومجتمعاتهم الأرمنية، لكن النساء اللاتي تجاوزن سن السابعة عشرة أو المتزوجات من المسلمين تمكن الإختيار في البقاء مع عائلاتهن الجديدة، وقد فعل الكثيرون منهم، وفي ظل الإحتلال الفرنسي، كان العديد من الأطفال الأرمن قد تم تسليمهم من قبل عائلات تركية إلى المجتمع الأرمني، ولكن، كتب أحد الضباط الأرمن، "كثير منهم يريدون العودة".
عندما بدأ عمال الإغاثة والأرمن الناجون في البحث عن هؤلاء الأيتام الأرمن بعد الحرب العالمية الأولى واستعادتهم، لم يتم العثور إلا على نسبة مئوية صغيرة وتم لم شملهم، في حين استمر كثيرون آخرون في العيش كمسلمين. بالإضافة إلى ذلك، كانت هناك حالات أسر بأكملها تتحول إلى الإسلام للنجاة من الإبادة الجماعية.

### فترة الجمهوريين
«بعد أن تحولوا إلى الإسلام، قال العديد من الأرمن المُتخفين إنهم ما زالوا يواجهون معاملة غير عادلة: فقد تمت مصادرة أراضيهم في كثير من الأحيان، وتم إهانة الرجال من خلال» عمليات فحص الختان«في الجيش وتعرض بعضهم للتعذيب». في الفترة من عام 1930 وعام 1980، أجرت الحكومة التركية تحقيقاً سرياً مع الأرمن المختفين.
ظهر مصطلح «الأرمن المتخفين» في وقت مبكر من عام 1956.

### التطورات الأخيرة
لم يعد الأرمن المتخفين في تركيا يشعرون بأنَّ عليهم الحفاظ على هويتهم الأرمنية بسرية. وتم تعميد البعض في الكنيسة الأرمنية وبدأ العديد منههم في استخدام الأسماء الأرمنية.
في عام 2010، عقد قداس في كاتدرائية الصليب المقدس في أختامار لأول مرة منذ 95 عاماً. وبعد ترميمها بتكلفة مليون دولار، أعيد فتح الكنيسة كمتحف في عام 2007. وشهد عام 2010 أول خدمة للصلاة المسيحية في أختامار منذ الإبادة الجماعية. في سبتمبر من عام 2010، حضر 2,000 أرمني القداس في الكاتدرائية وكان العديد منهم من الأرمن المتخفين.
عندما أعيد فتح كنيسة سورب جيراغوس في عام 2011، شارك عشرات الأرمن الذين كانوا قد نشأوا كمُسلمين في مراسم المعمودية في الكنيسة المستعادة. ولم يتم الكشف عن أسماء الذين شاركوا في حفل التعميد، الذي أجراه نائب رئيس الأساقفة أرام أتشيان، علناً لأسباب أمنية. ويجب على الأرمن الأتراك الذين يرغبون في التحول إلى المسيجية أن يتقدموا أولاً بطلب «تغيير ديني» رسمي في المحكمة. ثم يذهبون إلى الكنيسة حيث يتعلمون التعاليم الأساسية للإيمان المسيحي. وعندما يقرر أن مقدم الطلب قد فهم هذه التعاليم، يُسمح له بالإعداد لحفل التعميد.
في عام 2012، أفادت صحفية آغوس قول رئيس منظمة أرمن درسيم للإيمان ومنظمة مساعدة السلف أنَّ الأرمن المخفيين ليس لديهم ما يخشونه في يومنا هذا.
في مايو من عام 2015، تم تعميد 12 أرمني من تونجلي. وتم تعميد الأثني عشر أرمنياً معاً في حفل جماعي بعد ستة أشهر من التعليم حول المعتقدات المسيحية.
اعتباراً من عام 2015 كان هناك عشرون مدرسة أرمنية في إسطنبول. تعيش العائلات الأرمنيَّة والمسلمة في أحياء مختلطة. في الماضي كان يتحدث الأرمن اللغة الأرمنية فقط في المنزل، ولكن بعض الأرمن الذين يعيشون في إسطنبول ذكروا أنهم يتحدثون الآن باللغة الأرمنية بشكل علني في الشوارع.

## المناطق

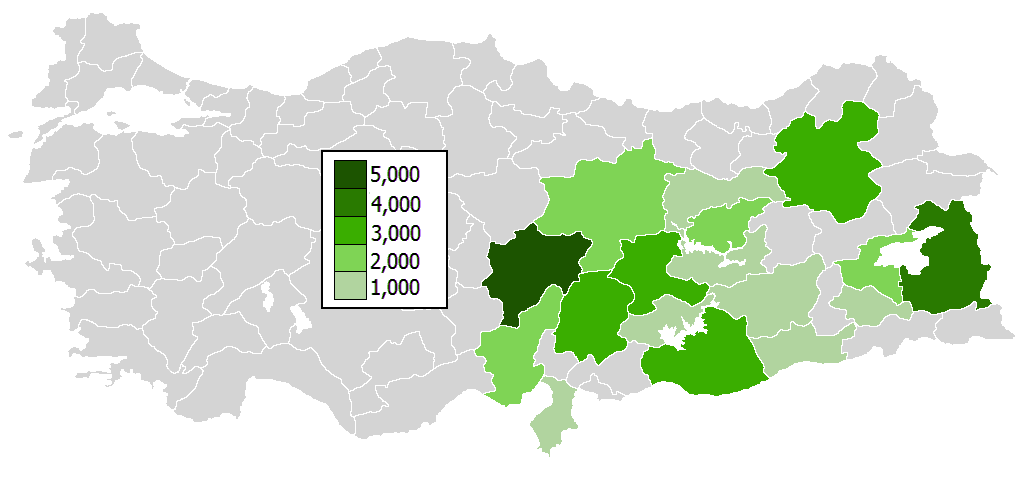
العائلات الأرمنية المتخفية في تركيا حسب المحافظات في عام 2007، وتبين أن العدد الإجمالي 36,000 نسمة.

يقيم معظم الأرمن المتخفين في المقاطعات الشرقية من تركيا، حيث كان السكان الأرمن قبل الإبادة الجماعية مركزين.

### أرمن تونجلي (ديرسيم)
خلال القرن العشرين، تحول عدد غير معروف من الأرمن الذين يعيشون في منطقة تونجلي الجبلية إلى العلاهية. خلال الإبادة الجماعية للأرمن، تم إنقاذ العديد من الأرمن في المنطقة من قبل جيرانهم الأكراد. وفقاً لميهوران برغيتش غولتكين، رئيس اتحاد الأرمن في درسيم، حوالي 75% من سكان ديرسيم من «الأرمن المتحولين». ذكر في عام 2012 أن أكثر من 200 عائلة في تونجلي قد أعلنت هويتها الأرمنية، لكن الآخرين خافوا من القيام بذلك. وفي أبريل عام 2013، صرَّح آرام أتشيان، بطريرك القسطنطينية للأرمن، أن 90% من سكان تونجلي هم من أصول أرمنية.

### ديار بكر
قبل الإبادة الجماعية الأرمنية كانت ديار بكر (والتي تسمى أحياناً العاصمة غير الرسمية لكردستان التركية) مدينة أرمنية. لا تزال هناك بعض أبراج الكنائس الباقية في المدينة التي تسكنها أغلبية مسلمة، لكن معظم الكنائس في حالة متداعية. في الماضي كان على الأرمن المسيحيين أن يظلوا مختفين ولكن الوضع قد تحسن. وقد أعاد الجالية الأرمنية واحدة من الكنائس وتقوم بتوفير دروس اللغة الأرمنية.